# Podłoże VL
Podłoże VL – podłoże mikrobiologiczne stosowane do zbadania rozkładu cukrów przez beztlenowce. Zawiera ekstrakt drożdżowy, wyciąg mięsny, pepton, badany sacharyd oraz chlorowodorek cysteiny (obniża potencjał oksydoredukcyjny). Po inkubacji dodaje się do hodowli wskaźniki pH – błękit bromotymolowy lub purpurę bromokrezolową. Żółta barwa wskazuje na zakwaszenie i rozkład badanego węglowodowanu.